# Čavčići
Čavčići är ett samhälle i Bosnien och Hercegovina.   Det ligger i entiteten Republika Srpska, i den östra delen av landet, 60 km öster om huvudstaden Sarajevo. Čavčići ligger 759 meter över havet och antalet invånare är 113.
Terrängen runt Čavčići är kuperad åt sydväst, men åt nordost är den bergig.Runt Čavčići är det ganska tätbefolkat, med 67 invånare per kvadratkilometer.. Närmaste större samhälle är Han Pijesak, 19,5 km nordväst om Čavčići. 
Omgivningarna runt Čavčići är en mosaik av jordbruksmark och naturlig växtlighet.